# Aponurus intermedius
Aponurus intermedius är en plattmaskart. Aponurus intermedius ingår i släktet Aponurus och familjen Hemiuridae. Inga underarter finns listade i Catalogue of Life.